# 薩迦 (北歐神話)

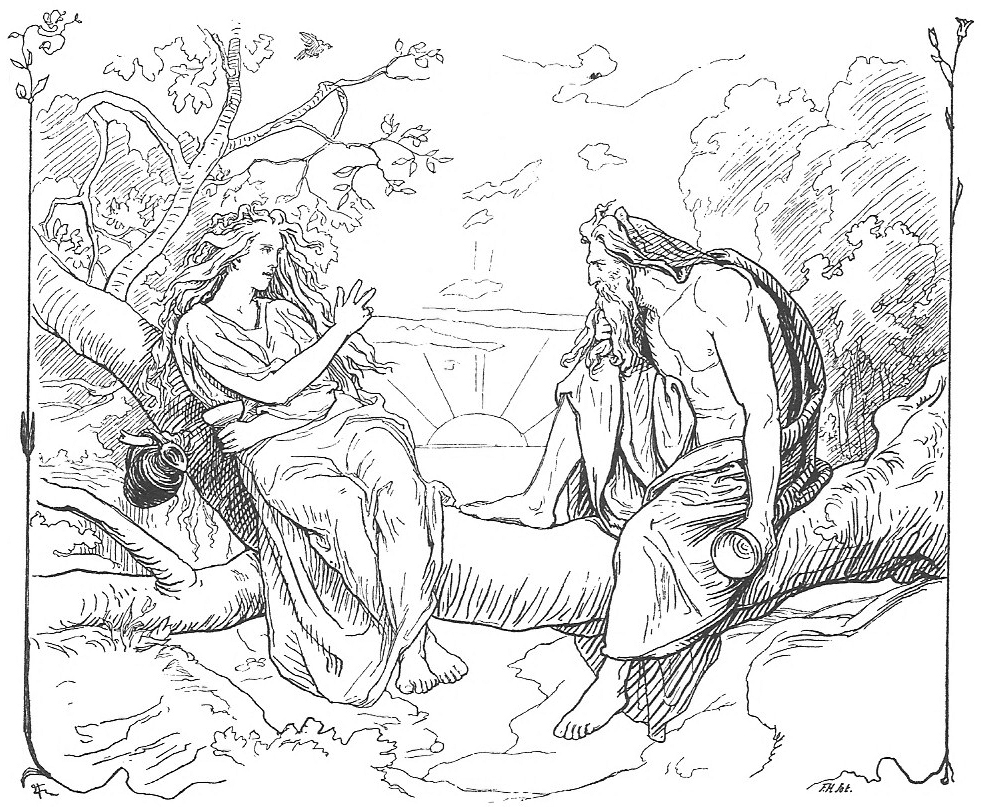
女神薩迦（左）與奧丁交談

薩迦，Sága或Saga。在北歐神話中，有說法認為她名字的意思是「女巫」或「聖詩」，也有說法是「看見」或「話語」。
她在亞薩神族（Aesir）中，是位階很高的女神，但提到的神話卻非常少，一般的說法是，她是女神弗麗嘉（Frigg）的一個性格化身。她的住所是索克瓦貝克（Sokkvabekkr）。每天奧丁（Odin）都會到她的宮殿，薩迦會用黃金的酒杯招待到奧丁，並講述傳奇的故事給他聽。也許是這個原因，薩迦這個名字也被引申為「傳奇故事」。